# Tàu phá băng Sōya (PL107)

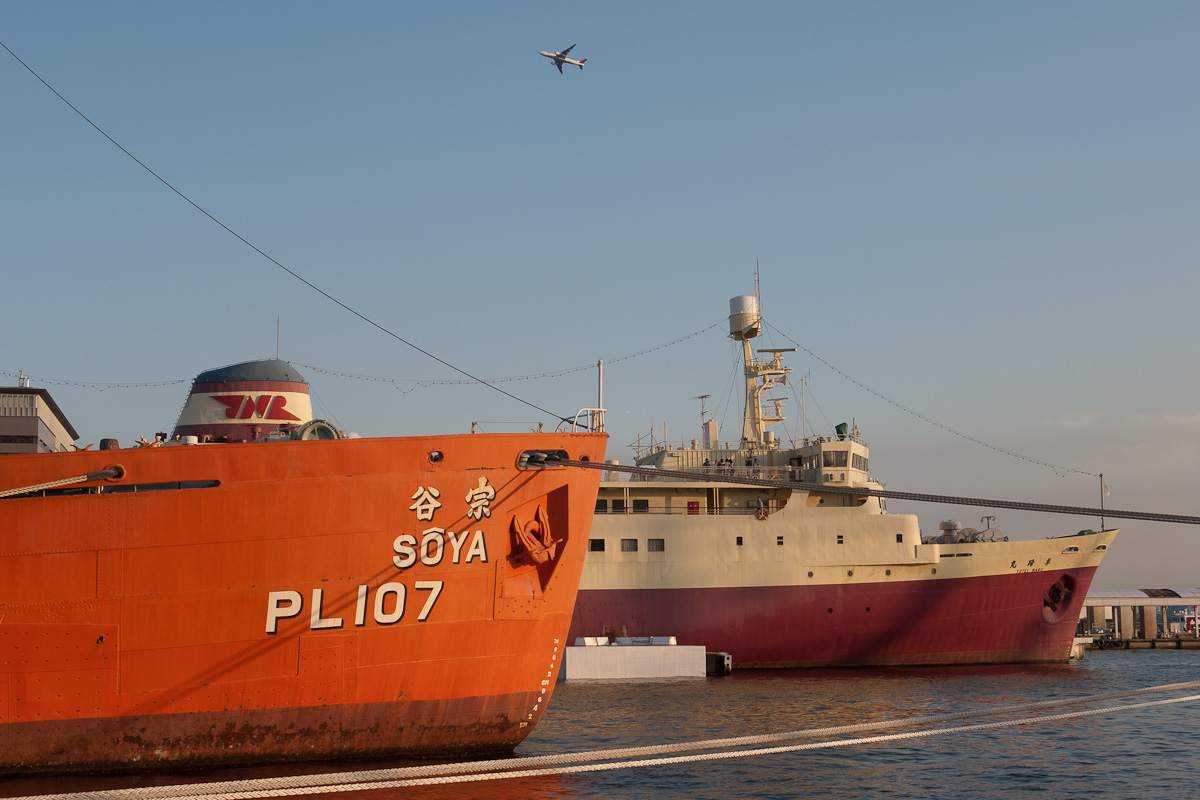
Tàu phá băng Soya và tàu chở khách Yotei Maru

Sōya (宗谷) là một tàu phá băng của Nhật Bản đóng vai trò quan trọng trong một số sự kiện lịch sử của thế kỷ 20. Cái tên Soya được đặt tên theo quận Sōya ở Hokkaidō. Hiện nó đang là tàu bảo tàng tại Bảo tàng Khoa học Hàng hải, Tokyo.

## Chế tạo
Con tàu được chế tạo với tên gọi Volochaevets, nó được xây dựng cho Liên Xô từ năm 1936 tại nhà máy đóng tàu Matsuo, trên đảo Koyagi, tỉnh Nagasaki, như một khoản thanh toán cho việc xây dựng Đường sắt Nam Mãn Châu của Nhật Bản (còn được gọi là Đường sắt phía Đông Trung Quốc). Hai tàu chở hàng khác cũng được đặt hàng cùng lúc là Bolshevik và Komsomolets. Cả ba chiếc đều được hoàn thành nhưng do tình hình quan hệ Xô-Nhật ngày càng xấu đi vào thời điểm đó, các con tàu đã không bao giờ được chuyển giao. Volochaevets được hạ thủy từ Xưởng đóng tàu Kawaminami (lúc đó đã được đổi tên từ Matsuo) vào tháng 2 năm 1938. Nó được hoàn thiện với vai trò chuyên chở hàng phá băng cho Công ty Tatsunan Kisen và được đổi tên thành Chiryō Maru. Hai chiếc Bolshevik và Komsomolets cũng được đổi tên thành Minryo Maru (民領丸) và Tenryo Maru (地領丸).

## Phục vụ chiến tranh
Vào tháng 11 năm 1939, Hải quân Đế quốc Nhật Bản trưng dụng Chiryo Maru. Vào tháng 2 năm 1940, nó được đổi tên thành Sōya, một cái tên trước đây thuộc về chiếc tàu Varyag - một tàu tuần dương bọc thép bị bắt giữ từ Đế quốc Nga nhưng được Nhật Bản trao trả vào năm 1916. Sōya được giao nhiệm vụ như một tàu hỗ trợ và cung cấp đạn dược. Vào tháng 5 năm 1942, nó tham gia Trận Midway (Chiến dịch "MI"), khi nó được phân về Đơn vị quét mìn số 16 của Miyamoto Sadachika (cùng với các tàu quét mìn phụ trợ Showa Maru số 8, Tama Maru số 3, Tama Maru số 5, Showa Maru số 7; tàu săn tàu ngầm CH-16, CH-17 và CH-18; tàu chở hàng Meiyo Maru và Yamafuku Maru). Vào tháng 1 năm 1943 Sōya bị tàu ngầm USS Greenling tấn công. Các quả ngư lôi hoặc bị trượt hoặc không nổ, thủy thủ đoàn của Sōya đã nâng một quả ngư lôi chưa nổ lên boong để ăn mừng. Trong Chiến dịch Hailstone tháng 2 năm 1944, các máy bay của Lực lượng Đặc nhiệm TF58 tấn công khu neo đậu của quân Nhật tại Truk, đánh chìm 41 tàu Nhật Bản, Sōya đã trốn thoát nhưng bị mắc cạn khi trốn thoát khiến 10 thành viên thủy thủ đoàn thiệt mạng. Vào ngày 26 tháng 6 năm 1945, tàu ngầm USS Parche tấn công một đoàn tàu hộ tống Sōya và các tàu vận tải khác từ Yokohama đến Hakodate, đánh chìm một tàu hộ tống và vô hiệu hóa một tàu vận tải. Vào ngày 9 tháng 8 năm 1945 Sōya đang thả neo ở Vịnh Onagawa như một phần của hải đội với các tàu khác thì bị máy bay ném bom của Anh tấn công, đánh chìm ít nhất hai chiếc trong số đó nhưng Sōya thoát được mà không bị hư hại.

## Hậu chiến
Sau chiến tranh, với việc Nhật Bản bại trận hàng triệu người hồi hương từ các quốc gia từng bị chiếm đóng, Sōya bị loại khỏi danh sách hải quân và được giao nhiệm vụ hồi hương người Nhật. Các thay đổi vào thời điểm này bao gồm việc loại bỏ toàn bộ vũ khí trên tàu và lắp đặt các tiện nghi cho hành khách như nhà vệ sinh trong hầm hàng lớn phía trước và phía sau tàu. Sōya đã thực hiện nhiều nhiệm vụ gồm cả quân sự và dân sự từ Thượng Hải, Tinian và Guam về chính quốc. Nhờ khả năng phá băng của mình, nó cũng được phân công các nhiệm vụ ở phía Bắc và đến năm 1948 đã thực hiện 14 chuyến đi đến và đi từ Sakhalin (Karafuto cũ), nhằm di chuyển các công dân theo thỏa thuận với chính quyền Liên Xô.
Năm 1949, nhiệm vụ hồi hương của Sōya kết thúc, nó được chuyển đến Cơ quan An toàn Hàng hải, tiền thân của Lực lượng Tự vệ Biển Nhật Bản. Trong một vai trò mới như là một ngọn hải đăng từ xa, nhờ đó mà nó đã được đặt cho biệt danh 'Ông già Noel của Biển cả'. 

Hành trình tới Nam Cực của Soya

## Hành trình tới Châu Nam Cực

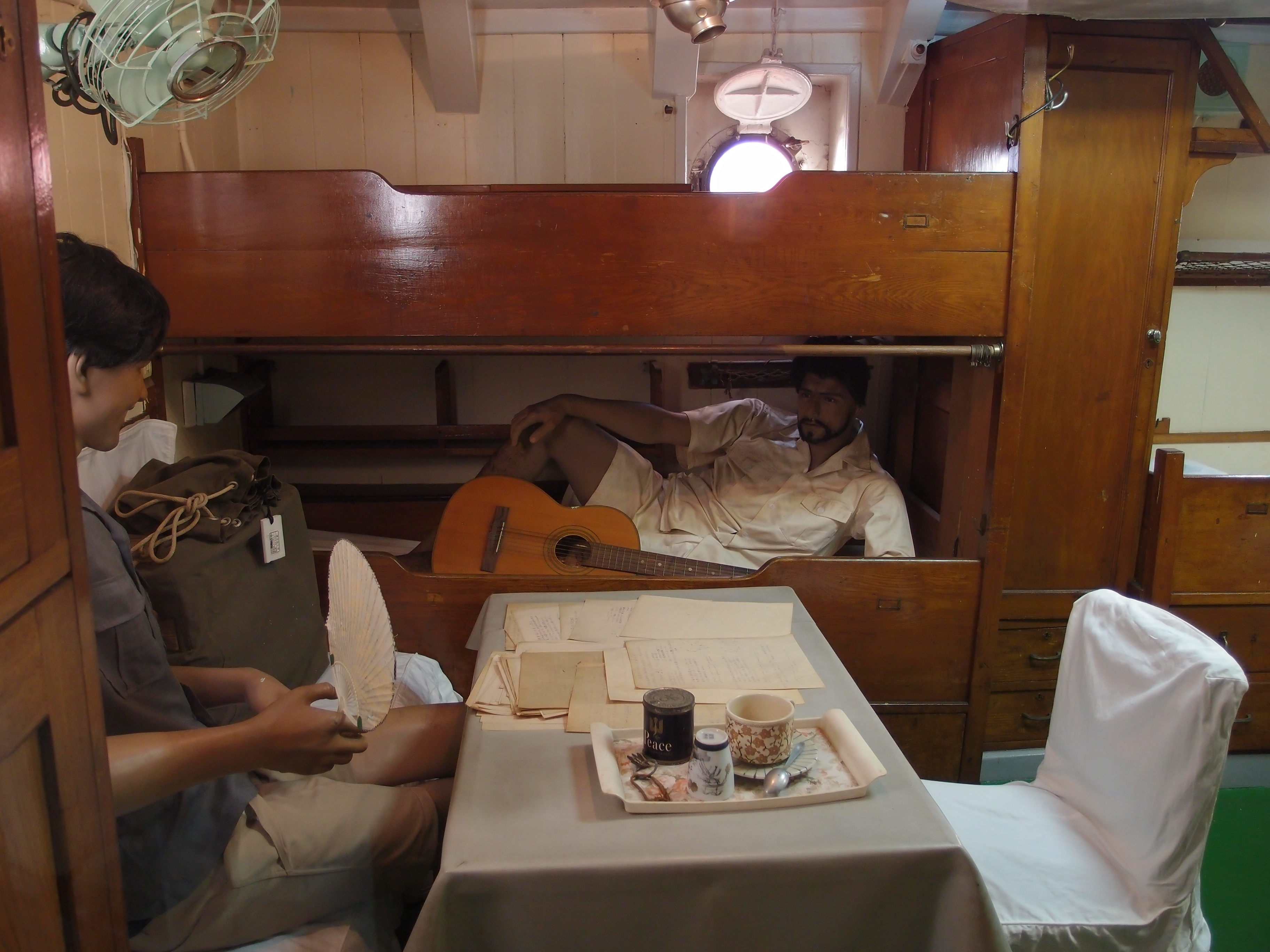
Phòng nghỉ trên tàu

Năm 1950, con tàu được lựa chọn trở thành tàu nghiên cứu Nam Cực chuyên dụng đầu tiên của Nhật Bản. Nó được tái trang bị hoàn toàn với sự hỗ trợ của những kĩ sư từng thiết kế chiến hạmYamato. Những sửa đổi bao gồm thay thế động cơ hơi nước của nó bằng động cơ diesel tua-bin kép và lắp đặt sàn đáp trực thăng với khả năng chứa được trực thăng hạng nhẹ. Vào ngày 8 tháng 11 năm 1956, Sōya khởi hành tới Nam Cực  cùng 53 thành viên thủy thủ đoàn Nhật Bản và 22 chú chó kéo xe. Sau khi đến Nam Cực, nhóm nghiên cứu Nhật Bản quyết định thiết lập căn cứ của họ trên đảo Đông Ongul. Các thành viên trong nhóm dành vài tuần tới để xây dựng Trạm nghiên cứu Showa, nhưng một trận bão tuyết lớn buộc cả đội phải ở lại Sōya trong nhiều ngày và phá hủy trạm nghiên cứu đang xây dựng dở. Ngoài ra, những tảng băng vỡ ra đã mang theo một số nguồn cung cấp nhiên liệu và thực phẩm cho đội mùa đông. Trạm Showa cuối cùng cũng được hoàn thành và tàu Sōya lên đường trở về Nhật Bản, để lại một đội gồm 11 nhà khoa học Nhật Bản và 19 chú chó Sakhalin để trú đông ở Nam Cực trong một năm. Trong thời gian ở lại Nhật Bản, một đợt tái trang bị bổ sung thêm một sàn trực thăng thứ hai, lớn hơn tại boong tàu phía trước. Chuyến đi thứ hai của nó vào năm 1958 nhằm giải cứu các nhân viên và những chú chó đang đóng tại trạm do mùa đông đang cận kề. Tuy vậy do điều kiện thời tiết khắc nghiệt đã khiến các bộ phận trên tàu bị hư hỏng nặng cùng với việc thiếu nhiên liệu. Do điều kiện thời tiết ngày càng tồi tệ khiến nó bị kẹt lại giữa lớp băng dày, con tàu không thể tự rời đi bằng động năng của nó mà phải nhờ tới sự hỗ trợ từ tàu phá băng USS Burton Island (AG-88) của Mỹ để phá vỡ lớp băng. 24 chú chó Sakhalin đã bị bỏ lại trạm Showa tới mùa xuân năm 1959, khi con tàu quay trở lại và tìm thấy hai chú chó vẫn còn sống là Taro và Jiro, tên của chúng đã trở thành khẩu hiệu ở Nhật Bản để rèn luyện sức mạnh. Câu chuyện này được truyền đi khắp thế giới một phần nhờ vào hai bộ phim: Nankyoku Monogatari (chiếu "Câu chuyện Nam Cực"; phát hành ở Hoa Kỳ với tên gọi Nam Cực) và một bộ phim khác của đài TBS sản xuất năm 2011 là Nankyoku Tairiku (phát hành tại Việt Nam với tên Châu Nam Cực)

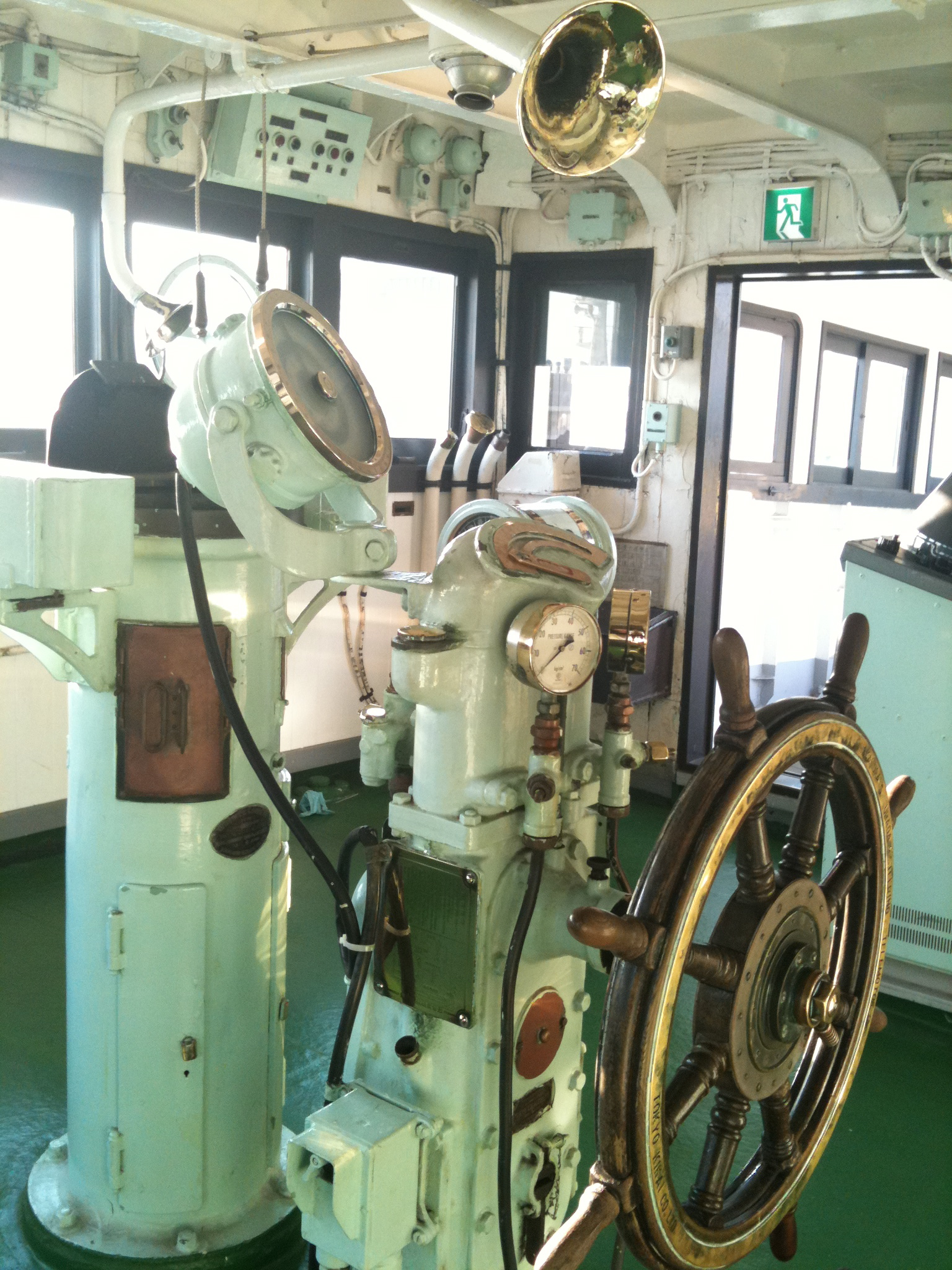
Phòng điều khiển

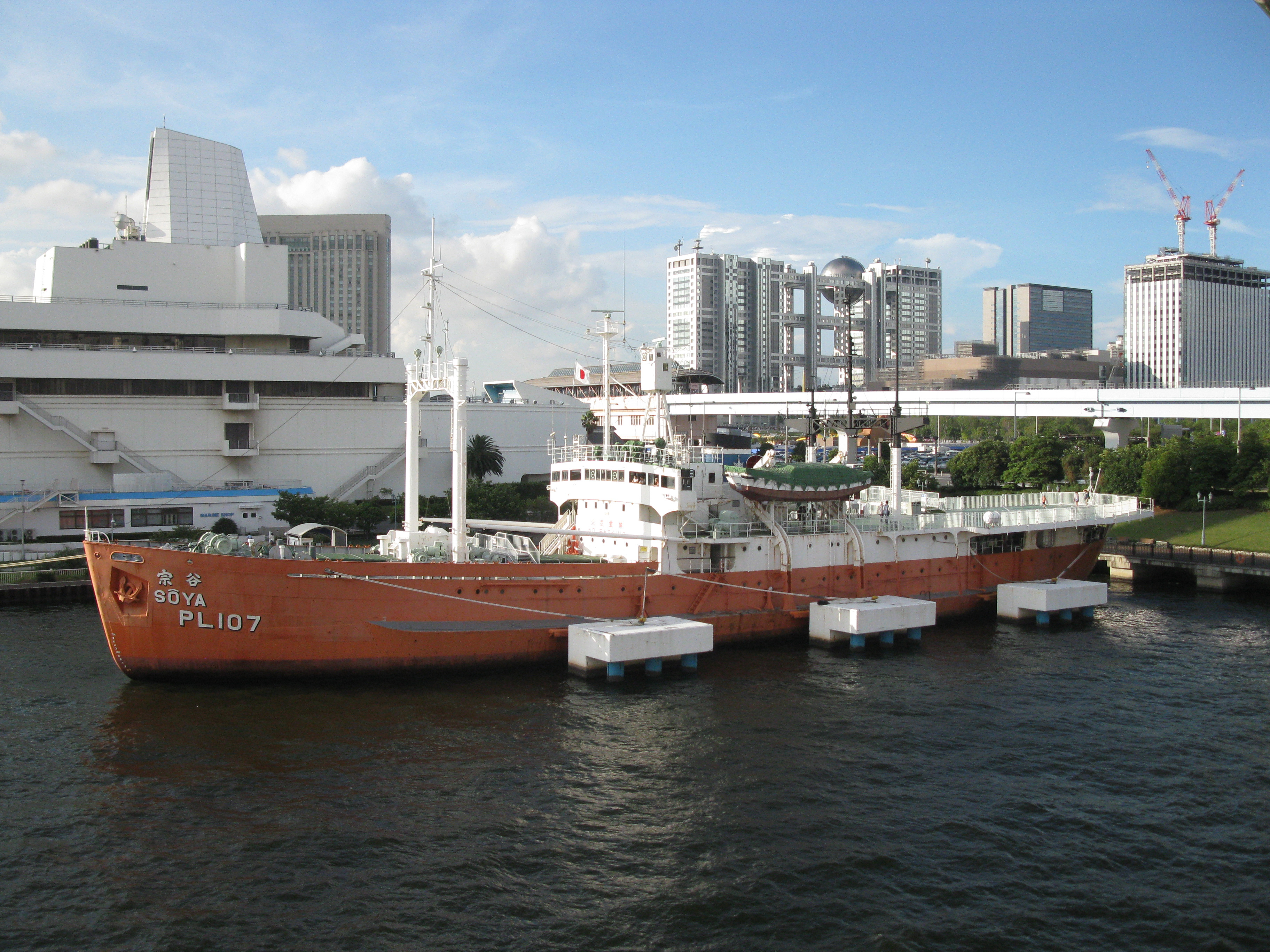
Tàu phá băng Soya như một tàu bảo tàng

## Trở thành tàu cứu hộ phá băng
Khi hoàn thành nhiệm vụ tới Nam Cực, Sōya trở thành một tàu cứu hộ phá băng cho Cơ quan An toàn Hàng hải Nhật Bản và đóng tại Hokkaido.

## Nghỉ hưu và trở thành tàu bảo tàng
Sōya được cho ngừng hoạt động hoàn toàn vào năm 1978. Năm 1979, Sōya được neo đậu tại Bảo tàng Khoa học Hàng hải,Tokyo và vẫn mở cửa cho công chúng tham quan như một con tàu bảo tàng, mở cửa hàng ngày và thường chỉ đóng cửa khi có bão đe dọa khu vực Tokyo. Tình trạng con tàu được giữ lại phần lớn so với nguyên bản. Các chân vịt của tàu đã được tháo ra và đặt trên boong trong khi phần lớn nội thất bên trong của tàu vẫn còn nguyên vẹn từ những ngày thám hiểm Nam Cực. Tuy nhiên, do những sửa đổi và nâng cấp được thực hiện vào những năm 1950, cấu trúc thượng tầng của nó đã thay đổi đáng kể so với diện mạo của nó trong thế chiến thứ hai. Cụm cần trục được thêm phía đuôi tàu và ống khói được làm cao hơn, trong khi việc bổ sung hệ thống sàn đáp máy bay trực thăng mang lại cho nó vẻ ngoài mạnh mẽ hơn so với con tàu chở hàng cùng loại.